# 식품공학

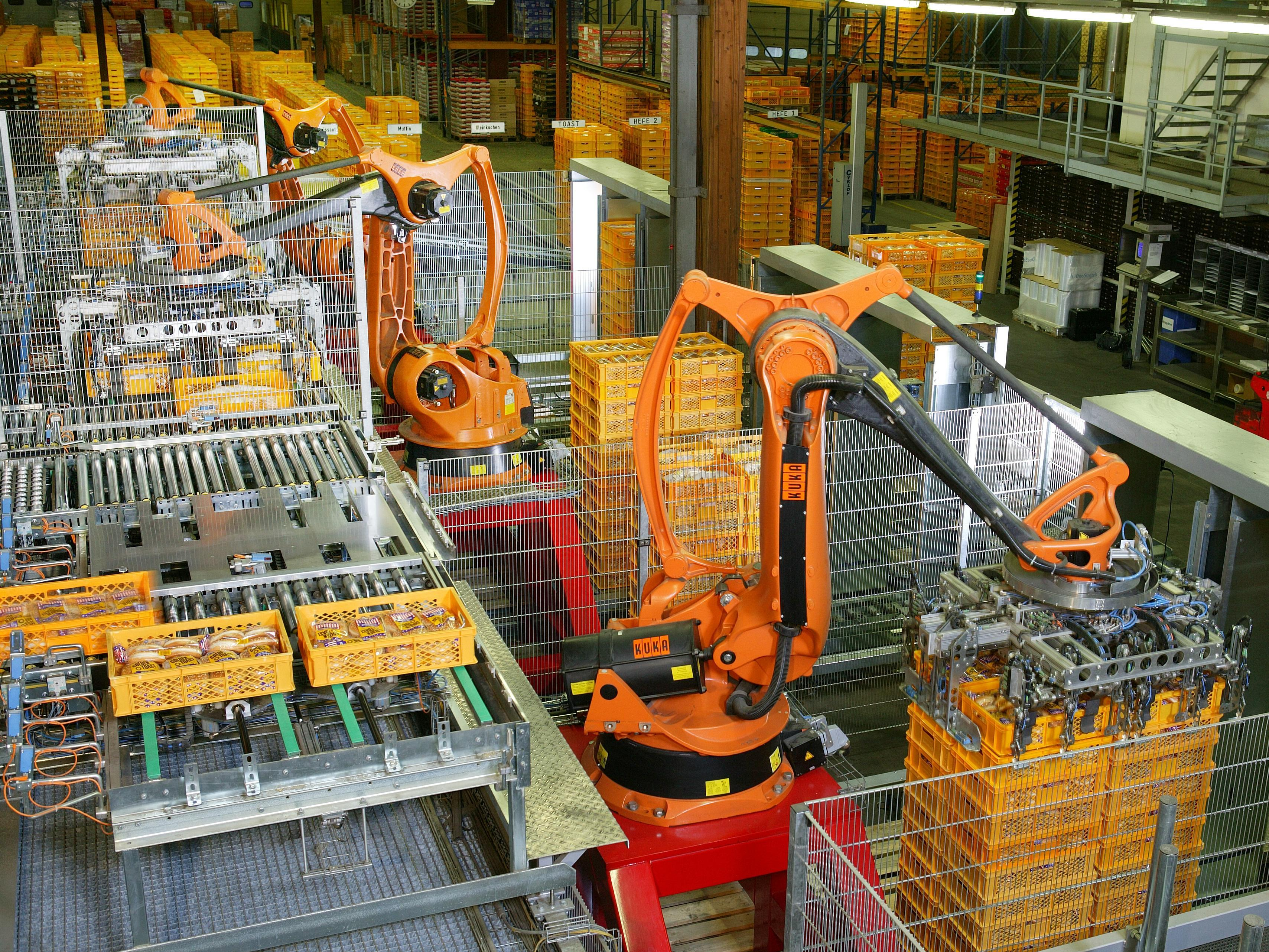
독일의 빵공장.

식품공학(食品工學), 푸드 엔지니어링(food engineering)은 식품생산, 저장에 대한 효율을 증대시키기 위해 만들어진 학문으로서 식품을 공학적으로 접근해 하는 것을 말한다. 원료, 에너지 사이에 일어나는 식품의 가공, 저장, 유통하는 과정 동안 일어나는 현상을 모든 생리학적, 물리적, 화학적 변화와 원리를 이해하며 응용한다. 또한 식품을 가공하는데 있어 사용되는 기계적 장치의 조작과 원리를 다룬다.
식품의 위생문제, 영양가 혹은 유통시 일어나는 품질의 변화를 해결하는데 중요한 역할을 한다.

## 역사
식품공학은 비교적 최근에 발전하고 있는 학문 분야이지만, 오랫동안 확립된 개념과 활동을 기반으로 한다. 식품 공학의 전통적 초점은 식품의 안정화 및 살균, 부패 방지, 식품의 영양소를 장기간 보존하는 보존이었다. 보다 구체적인 전통적 활동에는 식품 탈수 및 농축, 보호 포장, 통조림 및 동결 건조가 포함된다. 식품 기술의 발전은 오래 지속되고 영양가 있는 식품이 생존에 필수적인 우주 임무를 포함한 전쟁과 장거리 항해에 의해 큰 영향을 받고 촉진되었다. 다른 고대 활동에는 제분, 저장 및 발효 과정이 포함된다. 여러 가지 전통적인 활동이 여전히 관심을 끌고 있으며 오늘날의 기술과 혁신의 기초를 형성하고 있지만, 식품 공학의 초점은 최근 식품 품질, 안전, 맛, 건강 및 지속 가능성으로 옮겨졌다.

## 관련 학문
식품의 성분, 에너지와의 상호작용을 이해하기 위해선 영양학(nutrition), 미생물학(microbiology), 분석화학(analytical chemistry), 기기분석학(instrumental analysis studies), 식품화학(food chemistry), 식품위생학(food hygienics), 식품가공학(foodtechnology), 식품저장학(food storage), 식품공학(food technology), 생화학(biochemistry), 기능성 식품학(functionality sitology), 식품산업관리학(Food Industry Management) 등의 지식이 필요하다.
식품산업관리학(Food Industry Management)은 식품을 제품으로 바라보면서 식재료의 재배, 가공, 유통의 전과정뿐만 아니라 식품과 관련된 환경, 자원, 지역문제 등 우리 먹거리에 대한 전반적인 내용을 다루는 학과이다.

## 같이 보기
- 의약품
- 식품과학
- 식품가공학
- 무균가공
- 식이 보충제
- 식품 저장
- 식이 보충제
- 식품가공학
- 식품 안전
- 식품화학
- 저온 살균법
- 식품 건조
- 바이오센서
- 생화학
- 미생물학